# Frederick William True
Frederick William True (8 de juliol del 1858 - 25 de juny del 1914) va ser un biòleg estatunidenc, el primer conservador en cap (1897–1911) del Museu Nacional dels Estats Units, avui en dia la Smithsonian Institution.
Fill de Charles Kittredge True, ministre metodista i Elizabeth Bassett Hyde. True va ser educat a la Universitat de la ciutat de Nova York, i es va graduar el 1878 amb una llicenciatura en ciències.